# Boeing Satellite Development Center
O Boeing Satellite Development Center (BCSS), é a maior unidade de negócio da Boeing Defense, Space & Security localizada em El Segundo, Califórnia. Formado a partir das operações de satélite da Boeing com a da divisão de espaço e comunicação da GM Hughes Electronics. A sua divisão de manufatura, é a Boeing Satellite Systems Inc.

## Histórico
- 1948
  - Hughes Space and Communications Group
  - Hughes Space Systems Division
- 1953
  - Howard Hughes Medical Institute (HHMI)
- 1961
  - Hughes Space and Communications Company
- 1976 - 5 de Abril - Morre Howard Hughes aos 70 anos sem deixar testamento
- 1984 - A corte de Delaware aponta um conselho do HHMI que vende a Hughes Aircraft para a General Motors por US$ 5.2 bilhões
- 1985 a venda é completada formalmente e a GM unifica a Hughes Aircraft com a sua unidade Delco Electronics, para formar a Hughes Electronics
- A Hughes Electronics por sua vez, era constituída por:
  - Delco Electronics Corporation
  - Hughes Aircraft Company
  - Hughes Space and Communications Company
  - Hughes Network Systems
  - DirecTV
- 1995 - a Hughes Space and Communications Company se tornou líder mundial no fornecimento de satélites comerciais.
- 1997 - a GM vende a Hughes Aircraft para a Raytheon
- 2000 - a Boeing adquire a Hughes Space and Communications Company e cria o Boeing Satellite Development Center
- 2005 - a Boeing Satellite Systems vende a Boeing Electron Dynamic Devices para a L3 communications.

## Operações atuais
A aquisição da Hughes Space and Communications Company, deu a Boeing, uma gama muito ampla de produtos, para projeto, fabricação, lançamento e suporte a satélites, incluindo os seguintes:
- HS-376 — MEASAT, Thor, e outros.
- HS-601 — ProtoStar II, e outros.
- HS-702, hoje o Boeing 702
- Substituto do UHF para a Marinha dos Estados Unidos - Versão militar do HS601
- Tracking and Data Relay Satellite para a NASA - Comunicações com o Shuttle e ISS.
- Satélites GOES da NASA.
- HSGEO Mobile baseado na plataforma 702, para a empresa Thuraya Satellite Communications dos Emirados Árabes Unidos, e em breve para a SkyTerra dos Estados Unidos.